# Trophée des Légendes 2011
Le Trophée des Légendes 2011, est la quatorzième édition du Trophée des Légendes, organisé durant la deuxième semaine des internationaux de France de tennis 2011 par la Fédération française de tennis. Il se déroule du 1er au 5 juin 2011 dans le Stade Roland-Garros. La marque Perrier associe son nom à l’événement à partir de cette année, le renommant officiellement.
Les vainqueurs sont Fabrice Santoro et Todd Woodbridge (moins de 45 ans), Henri Leconte et Guy Forget (plus de 45 ans), Martina Hingis et Lindsay Davenport (dames).

## Présentation du tournoi
L'édition 2011 du Trophée des Légendes se compose de trois compétitions distinctes : une épreuve de double messieurs de moins de 45 ans, une épreuve de double messieurs de plus de 45 ans et une épreuve de double dames. Chacune de ces compétitions réunit six équipes de deux joueurs (soit 12 joueurs par épreuve), répartis en deux poules. Chaque compétition se compose donc de six matchs de poule, plus une finale entre les premiers de chaque poule.

### Règles spécifiques
La règle du « No-ad » s'applique, ce qui signifie qu'il n'y pas d'avantage en cas d'égalité à 40-40, mais un point décisif. Comme pour tout match en double, si au terme des deux sets les joueurs sont à égalité (un set partout), on procède à un « super tie break » en dix points.

## Double messieurs de moins de 45 ans

### Poule A
| N° | Équipe                          | Points | Sets | Jeux |
| -- | ------------------------------- | ------ | ---- | ---- |
| A1 | Fabrice Santoro Todd Woodbridge | 4      | +4   | +8   |
| A2 | Goran Ivanišević Michael Stich  | 3      | -1   | -2   |
| A3 | Sergi Bruguera Richard Krajicek | 2      | -3   | -6   |

Rencontres
| Fabrice Santoro Todd Woodbridge | 7  | 6 |  |
| Goran Ivanišević Michael Stich  | 64 | 3 |  |

| Goran Ivanišević Michael Stich  | 5 | 6 | 111 |
| Sergi Bruguera Richard Krajicek | 7 | 3 | 09  |

| Fabrice Santoro Todd Woodbridge | 7 | 6 |  |
| Sergi Bruguera Richard Krajicek | 2 | 3 |  |

### Poule B
| N° | Équipe                              | Points | Sets | Jeux |
| -- | ----------------------------------- | ------ | ---- | ---- |
| B1 | Arnaud Boetsch Cédric Pioline       | 3      | 0    | +1   |
| B2 | Thomas Enqvist Thomas Muster        | 3      | 0    | +1   |
| B3 | Ievgueni Kafelnikov Andreï Medvedev | 3      | 0    | -2   |

Rencontres
| Arnaud Boetsch Cédric Pioline | 5 | 6 | 110 |
| Thomas Enqvist Thomas Muster  | 7 | 3 | 07  |

| Thomas Enqvist Thomas Muster        | 6 | 65 | 110 |
| Ievgueni Kafelnikov Andreï Medvedev | 3 | 7  | 07  |

| Arnaud Boetsch Cédric Pioline       | 4 | 6 | 08  |
| Ievgueni Kafelnikov Andreï Medvedev | 6 | 4 | 110 |

### Finale
| Fabrice Santoro Todd Woodbridge | 6 | 6 |  |
| Arnaud Boetsch Cédric Pioline   | 2 | 4 |  |

## Double messieurs de plus de 45 ans

### Poule C
| N° | Équipe                         | Points | Sets | Jeux |
| -- | ------------------------------ | ------ | ---- | ---- |
| C1 | Guy Forget Henri Leconte       | 4      | +3   | +11  |
| C2 | Ilie Năstase Emilio Sánchez    | 3      | 0    | -2   |
| C3 | Mansour Bahrami Mark Woodforde | 2      | -3   | -9   |

Rencontres
| Guy Forget Henri Leconte    | 6 | 6 |  |
| Ilie Năstase Emilio Sánchez | 3 | 2 |  |

| Ilie Năstase Emilio Sánchez    | 6 | 7 |  |
| Mansour Bahrami Mark Woodforde | 3 | 5 |  |

| Guy Forget Henri Leconte       | 65 | 6 | 110 |
| Mansour Bahrami Mark Woodforde | 7  | 2 | 08  |

### Poule D
| N° | Équipe                        | Points | Sets | Jeux |
| -- | ----------------------------- | ------ | ---- | ---- |
| D1 | Andrés Gómez John McEnroe     | 4      | +3   | +4   |
| D2 | Pat Cash Peter McNamara       | 3      | +1   | +5   |
| D3 | Mikael Pernfors Mats Wilander | 2      | -4   | -9   |

Rencontres
| Andrés Gómez John McEnroe | 6 | 2 | 110 |
| Pat Cash Peter McNamara   | 1 | 6 | 08  |

| Pat Cash Peter McNamara       | 6 | 6 |  |
| Mikael Pernfors Mats Wilander | 2 | 3 |  |

| Andrés Gómez John McEnroe     | 7  | 7  |  |
| Mikael Pernfors Mats Wilander | 65 | 64 |  |

### Finale
| Guy Forget Henri Leconte  | 6 | 5 | 110 |
| Andrés Gómez John McEnroe | 3 | 7 | 08  |

## Double dames

### Poule E
| N° | Équipe                             | Points | Sets | Jeux |
| -- | ---------------------------------- | ------ | ---- | ---- |
| E1 | Martina Navrátilová Jana Novotná   | 4      | +4   | +14  |
| E2 | Magdalena Maleeva Nathalie Tauziat | 3      | 0    | -1   |
| E3 | Iva Majoli Conchita Martínez       | 2      | -4   | -13  |

Rencontres
| Martina Navrátilová Jana Novotná   | 6 | 6 |  |
| Magdalena Maleeva Nathalie Tauziat | 2 | 3 |  |

| Magdalena Maleeva Nathalie Tauziat | 6 | 6 |  |
| Iva Majoli Conchita Martínez       | 4 | 2 |  |

| Martina Navrátilová Jana Novotná | 7 | 6 |  |
| Iva Majoli Conchita Martínez     | 5 | 1 |  |

### Poule F
| N° | Équipe                           | Points | Sets | Jeux |
| -- | -------------------------------- | ------ | ---- | ---- |
| F1 | Lindsay Davenport Martina Hingis | 4      | +3   | +11  |
| F2 | Andrea Temesvári Sandrine Testud | 3      | +1   | +2   |
| F3 | Gigi Fernández Natasha Zvereva   | 2      | -4   | -13  |

Rencontres
| Lindsay Davenport Martina Hingis | 6 | 64 | 110 |
| Andrea Temesvári Sandrine Testud | 3 | 7  | 0   |

| Andrea Temesvári Sandrine Testud | 6 | 6 |  |
| Gigi Fernández Natasha Zvereva   | 4 | 3 |  |

| Lindsay Davenport Martina Hingis | 6 | 6 |  |
| Gigi Fernández Natasha Zvereva   | 1 | 3 |  |

### Finale
| Martina Navrátilová Jana Novotná | 1 | 2 |  |
| Lindsay Davenport Martina Hingis | 6 | 6 |  |